# Louis Guilloux
Louis Guilloux (1899-1980) foi um escritor francês nascido em Saint-Brieuc, Bretanha, onde viveu toda a sua vida. É conhecido por seus romances sociais realistas que descrevem a vida da classe trabalhadora e as lutas políticas em meados do século XX. Seu livro mais conhecido é "Le Sang Noir" (Sangue Negro), que tem sido descrito como uma "prefiguração do livro A Náusea de Jean-Paul Sartre.

## Vida e obra
O pai de Guilloux era um sapateiro e ativista socialista, um tema que Guilloux descreve em seu primeiro livro, "La Maison du Peuple" (A Casa do Povo), que descreve as lutas de um sapateiro chamado Quéré, visto através dos olhos de seu filho. A história descreve como o ativismo político idealista de Quéré ameaça seu pequeno negócio, como ele perde costume, lutando contra o conservadorismo arraigado nas pessoas. No entanto, ele consegue construir cooperativas de auto-ajuda no modelo do proudhonismo.
No ensino médio, Guilloux fez amizade com a filosofia de seu tutor Georges Palante, um pensador anarquista que mais tarde se suicidou. O desespero de Palante inspirou-o a criar o personagem de "Cripure", o angustiado anti-herói de "Le Sang Noir" (1935), que é considerado sua obra-prima. O nome Cripure é uma contração de "Critique of Pure Reason" (Crítica da Razão Pura). Ele também homenageou seu antigo tutor em um livro de memórias.
Antes de se tornar um escritor profissional, tradutor literário e intérprete, Guilloux trabalhou em vários empregos, incluindo jornalismo. Ele era bem conhecido por sua fluência no idioma inglês. Casou-se em 1924, e publicou La Maison du Peuple em 1927.
O sucesso do livro levou a uma longa série de romances sobre temas socialmente comprometidos, normalmente baseadas em sua Bretanha natal. Sua obra-prima "Le Sang Noir" foi notável por sua partida de sua literatura anterior, mais socialista, uma vez que contém elementos do que mais tarde foi associada a uma visão existencialista ou absurdista. Centra-se nos pensamentos suicidas do anti-herói, Cripure, que sente um esmagador desgosto na humanidade devido as circunstâncias destrutivas do militarismo durante a Primeira Guerra Mundial e que contrasta com a figura de Cripure, o herói nominal Lucien, que aspira trabalhar para uma futuro melhor. Mas as visões grotescas de Cripure são repetidamente retratadas sendo mais poderosas e atraente do que o idealismo de Lucien.
"Le Pain des Rêves" (Pão de Sonhos), que ele escreveu durante a Ocupação da França pela Alemanha nazista, ganhou o "Prix du roman populiste" em 1942. Após a libertação da França, Guilloux trabalhou como intérprete para o exército americano. Em "Joe OK"! ele explorou as desigualdades raciais e a injustiça no segregado exército americano da época.  As experiências de Guilloux, naqueles anos são descritos por Alice Kaplan em seu livro de 2006 "The Interpreter".
Seu romance de 1949  "Le Jeu Paciência" (jogo de paciência), ganhou o Prêmio Renaudot. Ele foi descrito como seu trabalho mais experimental, um texto complexo exigindo uma reconstituição paciente pelo leitor onde micro e macro-história colidem:. Os horrores da guerra, e a política dos anarquistas e a da Frente Popular, colidem violentamente nos dramas privados dos diversos personagens.
Guilloux foi também tradutor de vários livros, incluindo o romance "Lar em Harlem" escrito pelo autor americano Claude McKay, publicado em 1932 sob o título "Noir Ghetto". Ele também traduziu John Steinbeck, Margaret Kennedy e Robert Didier.
Louis Guilloux foi amigo com muitos escritores notáveis. Ele conheceu o filósofo Jean Grenier em seus anos de adolescência, e era intimo de Albert Camus. Camus elogiou seu trabalho, e comparou sua história "Compagnons" (Companheiros) com o livro A Morte de Ivan Ilitch de Leo Tolstoy.